# Geundot
Geundot is een bestuurslaag in het regentschap Bireuen van de provincie Atjeh, Indonesië. Geundot telt 288 inwoners (volkstelling 2010).